# Дейтон (Міннесота)
Дейтон (англ. Dayton) — місто (англ. city) в США, в округах Ганнепін і Райт штату Міннесота. Населення — 7262 особи (2020).

## Географія
Дейтон розташований за координатами 45°11′21″ пн. ш. 93°28′18″ зх. д. / 45.18917° пн. ш. 93.47167° зх. д. (45.189117, -93.471625).  За даними Бюро перепису населення США в 2010 році місто мало площу 65,12 км², з яких 60,21 км² — суходіл та 4,91 км² — водойми.

## Демографія
Згідно з переписом 2010 року, у місті мешкала 4671 особа в 1638 домогосподарствах у складі 1319 родин. Густота населення становила 72 особи/км².  Було 1699 помешкань (26/км²).
Расовий склад населення:
| - 93,7 % — білих - 2,0 % — азіатів - 0,5 % — чорних або афроамериканців - 0,2 % — корінних американців - 0,1 % — вихідців з тихоокеанських островів - 1,8 % — осіб інших рас |

До двох чи більше рас належало 1,7 %. Частка іспаномовних становила 8,8 % від усіх жителів.
За віковим діапазоном населення розподілялося таким чином: 24,6 % — особи молодші 18 років, 66,4 % — особи у віці 18—64 років, 9,0 % — особи у віці 65 років та старші. Медіана віку мешканця становила 41,7 року. На 100 осіб жіночої статі у місті припадало 109,4 чоловіків;  на 100 жінок у віці від 18 років та старших — 109,2 чоловіків також старших 18 років.
Середній дохід на одне домашнє господарство  становив 103 501 долар США (медіана — 83 681), а середній дохід на одну сім'ю — 111 814 долари (медіана — 86 754). Медіана доходів становила 60 965 доларів для чоловіків та 46 344 долари для жінок. За межею бідності перебувало 7,0 % осіб, у тому числі 19,2 % дітей у віці до 18 років та 0,0 % осіб у віці 65 років та старших.
Цивільне працевлаштоване населення становило 2834 особи. Основні галузі зайнятості: виробництво — 19,8 %, освіта, охорона здоров'я та соціальна допомога — 16,7 %, роздрібна торгівля — 13,5 %, науковці, спеціалісти, менеджери — 11,7 %.